# Adele Romanski

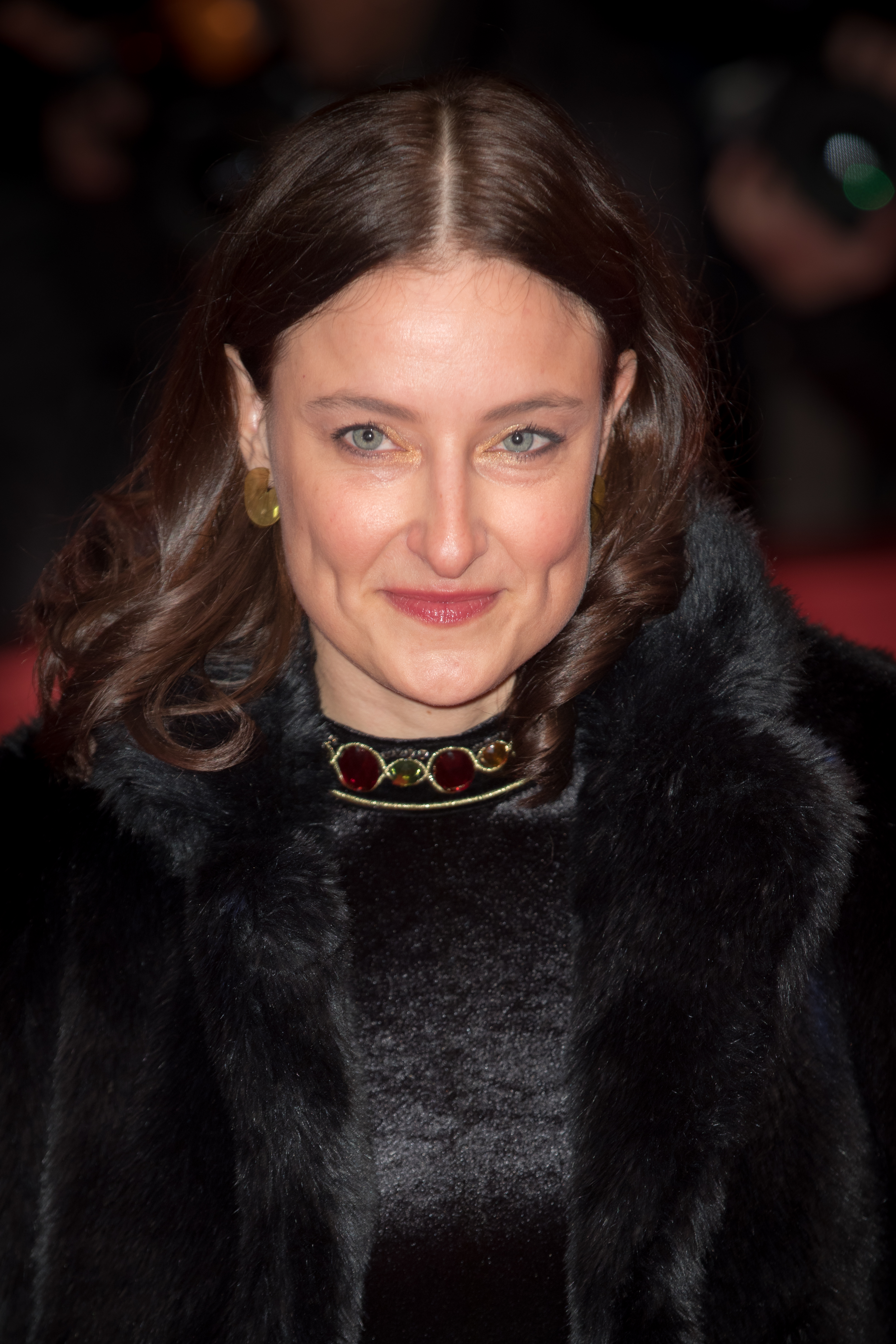
Adele Romanski, 2018

Adele Romanski ist eine US-amerikanische Filmproduzentin.

## Leben
Romanskis erste Filmproduktion war die Tragikomödie The Freebie aus dem Jahr 2010, wo Katie Aselton sowohl in der Hauptrolle zu sehen ist, als auch Regie führte und das Drehbuch schrieb. In den folgenden Jahren war sie an den Filmen Black Rock – Überleben ist alles, Morris aus Amerika  und Kicks beteiligt.
Der Film Moonlight aus dem Jahr 2016, bei dem Barry Jenkins Regie führte, wurde im Rahmen der Oscarverleihung 2017 als Bester Film ausgezeichnet. Als bei der Verleihung zunächst La La Land als Gewinner bekanntgegeben wurde, dann jedoch nach der Entdeckung eines Irrtums Moonlight die Auszeichnung erhielt, überreichte der Produzent Fred Berger Romanski die Oscar-Trophäe. Ende Juni 2017 wurde Romanski ein Mitglied der Academy of Motion Picture Arts and Sciences.
Adele Romanski ist mit dem Kameramann James Laxton verheiratet, der bei der Oscarverleihung 2017 ebenfalls für den Film Moonlight für einen Oscar in der Kategorie Beste Kamera nominiert wurde.
2018 wurde sie in die Wettbewerbsjury der 68. Internationalen Filmfestspiele Berlin berufen.

## Filmografie (Auswahl)
- 2013: Bad Milo!
- 2016: Morris aus Amerika (Morris from America)
- 2016: Moonlight
- 2016: Kicks
- 2018: Under the Silver Lake
- 2018: If Beale Street Could Talk
- 2020: Niemals Selten Manchmal Immer (Never Rarely Sometimes Always)
- 2022: Aftersun
- 2023: All Dirt Roads Taste of Salt
- 2024: Mufasa: Der König der Löwen (Mufasa: The Lion King)
- 2025: Sorry, Baby

## Auszeichnungen (Auswahl)
British Independent Film Award
- 2016: Auszeichnung für den Besten ausländischen Independentfilm (Moonlight)[4]
- 2022: Auszeichnung für den Besten britischen Independentfilm (Aftersun)[5]

Oscar
- 2017: Auszeichnung als Bester Film (Moonlight)[6]